# Nord-Ostseehalle

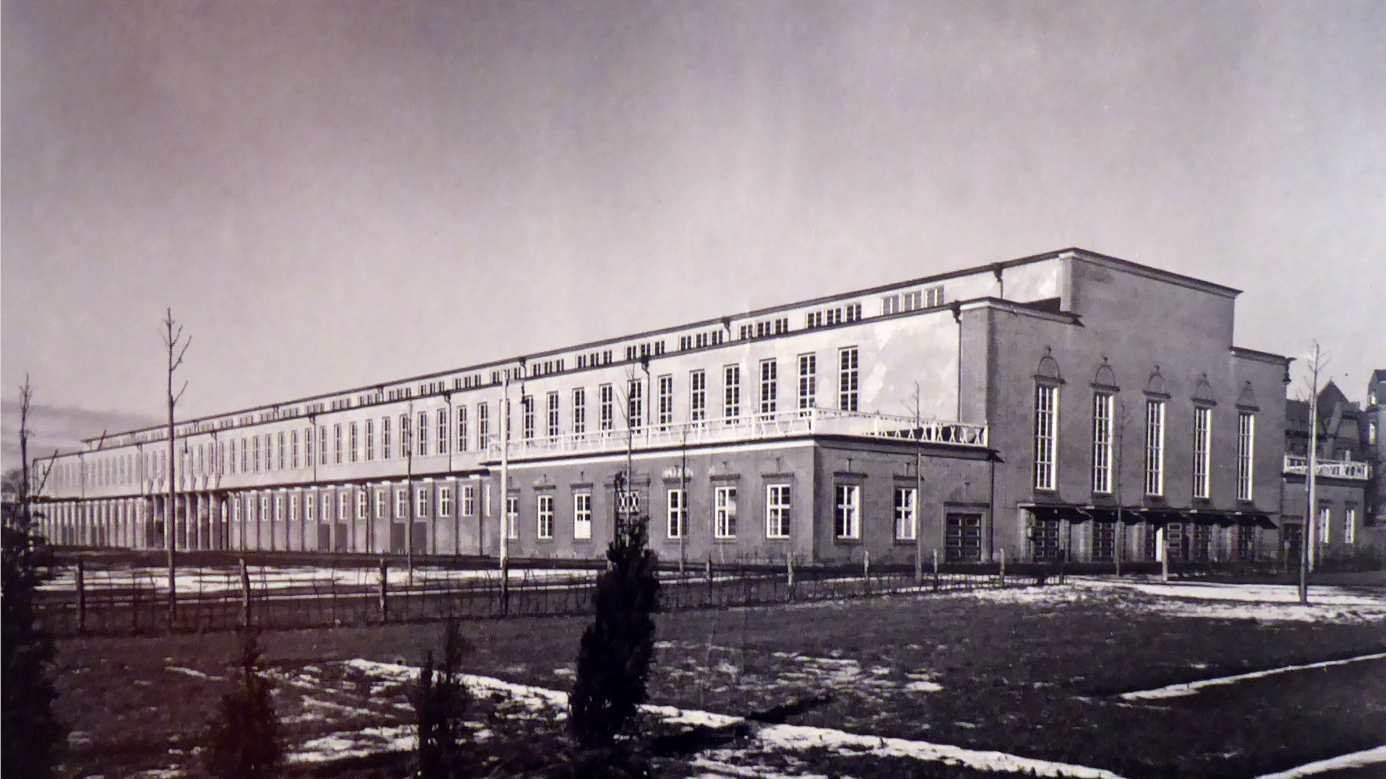
Nord-Ostseehalle, 1925 (Foto im Stadtmuseum)

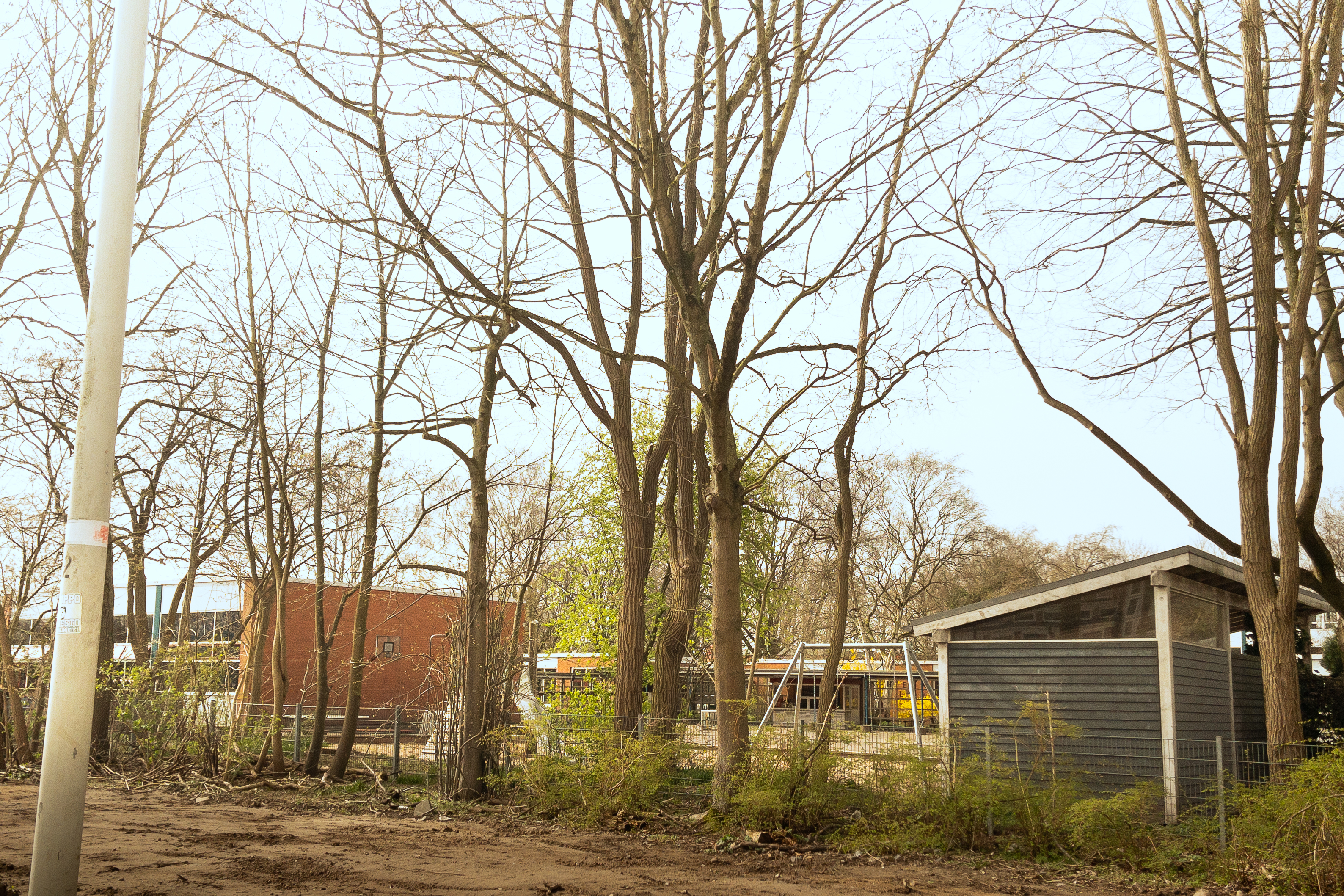
Gelände der Nord-Ostseehalle heute

Die Nord-Ostseehalle, abweichend auch Nord-Ostsee-Halle oder Nordostseehalle, war eine städtische Veranstaltungs- und Ausstellungshalle in Kiel. Sie lag entlang der Gutenbergstraße auf dem Professor-Peters-Platz, umfasste ca. 8.000 m² Ausstellungsfläche und bot 25.000 Menschen Platz. Die Halle wurde 1925–1926 nach Plänen des Kieler Architekten Ernst Prinz erbaut. Es handelte sich um eine in Stahl ausgeführte Dreigelenkrahmen-Konstruktion, umhüllt von Holz- und Backsteinfassaden in einer abgestaffelten Kubatur. In einer politischen und wirtschaftlichen Umbruchszeit errichtet, sollte die Halle „Kiels Rolle als Vermittlerin von Kultur und Kommerz im Ostseeraum“ verdeutlichen. Entsprechend fanden u. a. Messen und bedeutende Sportveranstaltungen statt. 1944 wurde die Nord-Ostseehalle zerstört, ihre Ruine nach dem Zweiten Weltkrieg abgetragen.

## Belege
1. ↑  Leo Adler: Arbeiten von Ernst Prinz, Kiel. In: Wasmuths Monatshefte für Baukunst. Nr. 3, 1928, S. 130–131 (zlb.de).
2. 1 2  Lutz Wilde (Bearb.): Landeshauptstadt Kiel. (= Denkmaltopographie Bundesrepublik Deutschland, Kulturdenkmale in Schleswig-Holstein) (= Sonderveröffentlichungen der Gesellschaft für Kieler Stadtgeschichte, Band 29.) Wachholtz, Neumünster 1995, ISBN 3-529-02520-8, S. 80.
3. 1 2  Manfred Jessen-Klingenberg: Die Ostseehalle. Aus Schwertern werden Pflugscharen. In: Werner Paravicini (Hrsg.): Begegnungen mit Kiel. Gabe der Christian-Albrechts-Universität zur 750-Jahr-Feier der Stadt. Wachholtz, Neumünster 1992, ISBN 3-529-02722-7, S. 320.
4. ↑  Jürgen Jensen: Kiel in der Geschichte. Facetten der Stadtentwicklung. In: Kiel in der Geschichte und Malerei. Die Fördestadt im ersten Jahrhundert der Kieler Woche. Wachholtz, Neumünster 1982, ISBN 3-529-2667-0, S. 17.

Koordinaten: 54° 19′ 55,1″ N, 10° 7′ 5,3″ O